# Disposición general del socialismo con peculiaridades chinas
La dispoción general del socialismo con peculiaridades chinas está integrada por cinco elementos: la construcción económica, la política, la cultural, la social y la de la civilización ecológica. De esta manera, es conocida brevemente como el quinteto o la construcción en cinco áreas （en chino: 五位一体）. El socialismo con peculidades chinas es un socialismo sustentado por el desarrollo integral, y para este, es necesario asumir la construcción económica como tarea central y, sobre la base del continuo desarrollo económico, impulsar de modo coordinado  la construcción en los sectores político, cultural, social, civilización ecológica y otros. 
El 8 de noviembre de 2012, en el XVIII Congreso Nacional del Partido Comunista de China, el anterior secretario general del PCCh Hu Jintao puntualizó que, en la construcción del socialismo con peculidades chinas, el fundamento general es la etapa primaria del socialismo, la dispoción general es el quinteto, y la tarea general es la materialización de la modernización socialista y la gran revitalización de la nación china.
Xi Jinping, secretario general del Partido y presidente chino hace referencias reiteradamente al quinteto a partir del XVIII Congreso Nacional. En el XIX Congreso Nacional del PCCh celebrado en octubre de 2017, se incorporó en los Estatutos del Partido el pensamiento de Xi Jinping sobre el socialismo con peculiaridades chinas de la nueva época. el cual ha aclarado que la disposición general del socialismo con peculiaridades chinas es el quinteto: la construcción económica, la política, la cultural, la social y la de la civilización ecológica.